# Seriana chandrani
Seriana chandrani är en insektsart som beskrevs av Mathew och K. Ramakrishnan 1996. Seriana chandrani ingår i släktet Seriana och familjen dvärgstritar. Inga underarter finns listade i Catalogue of Life.